# Rezerwat przyrody Las Murckowski
Rezerwat przyrody „Las Murckowski” – leśny rezerwat przyrody chroniący pozostałości dawnej Puszczy Śląskiej, znajdujący się w Katowicach.

## Historia
Rezerwat został utworzony 18 grudnia 1953 roku na powierzchni 7,04 ha, a w 1989 powiększony do 100,67 ha. Po kolejnym powiększeniu z 2022 roku obejmuje powierzchnię 141,56 ha. Obszar rezerwatu podlega ochronie czynnej. Każdy z fragmentów rezerwatu otoczony został strefą ochronną tzw. otuliną, której łączna powierzchnia stanowi 256,06 ha.

## Położenie
Rezerwat składa się z trzech części. W ramach powiększenia rezerwatu z 2022 roku włączona w jego obszar została nowa część lasu (wysunięta najdalej na wschód) o powierzchni 14,72 ha, dotychczasowa część wschodnia została poszerzona do 119,78 ha. Zachowany bez zmian został najstarszy, zachodni fragment o powierzchni 7,06 ha.
Fragment rezerwatu graniczący z d. kopalnią „Murcki” i drogą stanowi najstarszą część rezerwatu, odgraniczony jest czteropasmową drogą szybkiego ruchu Katowice-Bielsko Biała (ulica Bielska) z druga częścią rezerwatu (powiększenie z 1989 roku). 

## Charakterystyka
Obszar rezerwatu posiada urozmaiconą rzeźbę terenu. Znajduje się on na stokach Wzgórza Wandy (ok. 350 m n.p.m.) pofałdowanych dolinami potoków. Na terenie rezerwatu znajdują się źródliska potoku Przyrwa. Na obszarze rezerwatu rośnie bukowy starodrzew mający ponad 150 lat z licznymi pomnikowymi okazami buków i dębów. Bogaty jest świat zwierzęcy, reprezentowany m.in. przez wiele gatunków ssaków i ptaków. 
Rezerwat ma na celu zachowanie ze względów naukowych, dydaktycznych i społecznych fragmentu lasu mieszanego o cechach naturalnych, położonego w bezpośrednim sąsiedztwie aglomeracji miejskiej.

## Szata roślinna
Flora naczyniowa rezerwatu liczy 210 gatunków, w tym objęte ochroną ścisłą i częściową.
Gatunki roślin objęte ochroną ścisłą:
- śnieżyczka przebiśnieg (Galanthus nivalis)
- kruszczyk szerokolistny (Epipactis latifolia)
- listera jajowata (Listera ovata)

Gatunki roślin objęte ochroną częściową:
- kopytnik pospolity (Asarum europaeum)
- marzanka wonna (Asperula odorata)
- konwalia majowa (Convallaria maialis)
- kruszyna pospolita (Frangula alnus)
- kalina koralowa (Viburnum opulus)
- bluszcz pospolity (Hedera helix)
- barwinek pospolity (Vinca minor)
- porzeczka czarna (Ribes nigrum )

Dominującym zespołem roślinnym jest kwaśna buczyna niżowa (Luzulo pilosae-Fagetum). W warstwie podszytu rośnie: jarzębina, kruszyna, dziki bez czarny, bez koralowy. W runie występują: śmiałek pogięty, kosmatka owłosiona, nerecznica krótkoostna, konwalijka dwulistna, sałatnik leśny, borówka czarna.

## Mykobiota
Na terenie rezerwatu spotyka się chronione gatunki grzybów:
- sromotnik smrodliwy
- wachlarzowiec olbrzymi – związany z rozkładającym się drewnem buków

## Mszaki
W wyniku przeprowadzonych w latach 1995-1997 badań briologicznych ustalono, że brioflora rezerwatu liczy 7 gatunków wątrobowców i 45 gatunków mchów. Jako najrzadsze w skali regionu określono: Atrichum angustatum, Aulacomnium androgynum, Brachythecium campestre, Callicladium haldanianum, Calypogeia azurea, Calypogeia integristipula, Dicranella cerviculata, Diphyscium foliosum, Pseudotaxiphyllum elegans i Scapania irrigua. Florystycznie najuboższe były siedliska wodne i bagienne, gdzie zidentyfikowano cztery gatunki mszaków. Najbogatsze były zaś siedliska naziemne, na których stwierdzono 31 gatunków.

## Świat zwierzęcy
Bogactwo świata zwierzęcego reprezentują m.in.:
- owady, w tym: chrząszcze z rodzaju biegacz, trzmiele
- płazy, w tym: ropucha szara
- gady, w tym: jaszczurka zwinka
- ptaki, w tym: kukułka, dzięcioł duży, dzięcioł zielonosiwy, rudzik
- ssaki, w tym: ryjówka aksamitna, kret, jeż wschodni, wiewiórka, łasica

Rzadkie gatunki zwierząt są reprezentowane przez 33 gatunki objęte ochroną prawną.

## Zagrożenia
Zagrożeniem dla rezerwatu, a zwłaszcza jego części położonej na zachód od ulicy Bielskiej, jest niekorzystne oddziaływanie ruchu samochodowego, sąsiednich terenów przemysłowych i rekreacyjnych oraz wpływów podziemnej eksploatacji węgla (prognozowane odkształcenia II i III kategorii oraz osiadania do 6 m).